# Groupe de chasse Île-de-France
Groupe de chasse Île-de-France byla stíhací skupina Svobodné Francie existující v době druhé světové války. Byla první ze sedmi perutí Forces aériennes françaises libres operující ze Spojeného království. Na útvar navazuje Escadron de chasse 2/5 Île-de-France současného Francouzského letectva.

## Vznik a různá označení
- 20. října 1941 generál de Gaulle podepsal dekret zřizující  Groupe de Chasse  n° 2 « Île-de-France », složenou z pilotů Leteckých a Námořních sil Svobodné Francie.
- 7. listopadu 1941 začala jednotka vznikat (jako No. 340 Squadron RAF) v Turnhouse (Skotsko), vybavená Spitfiry Mk. V.[1]
- v prosinci 1942 se GC „Île-de-France“ stala jednotkou výhradně vzdušných sil, bez příslušníků námořnictva Svobodné Francie.

## Velitelé

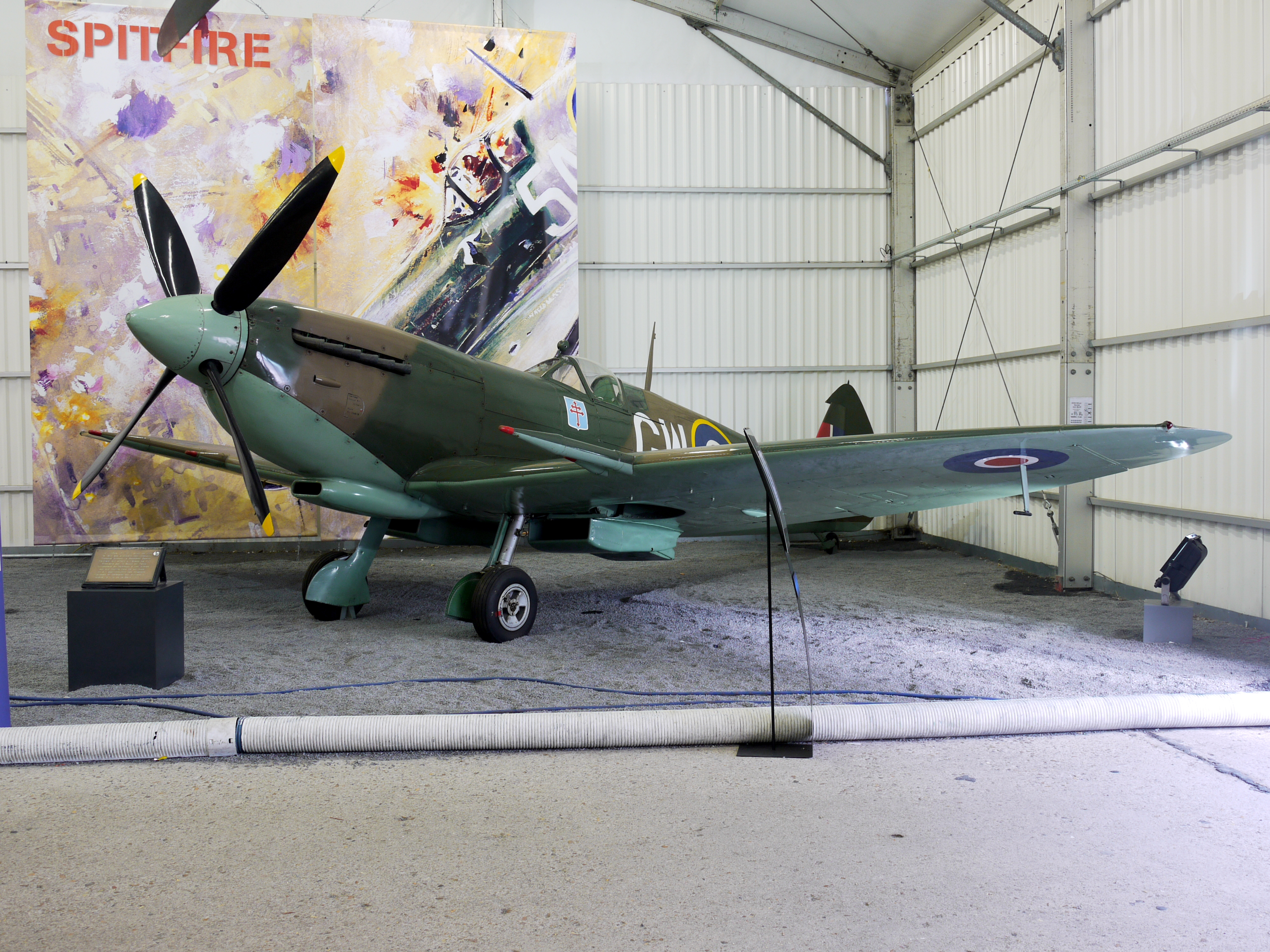
Supermarine Spitfire ve zbarvení 340. peruti RAF, muzeum Le Bourget.

- listopad 1941 – 31. ledna 1942: Squadron Leader Loft
- 31. ledna 1942 – 10. dubna 1942: capitaine de corvette Philippe de Scitivaux
- 10. dubna 1942 – 30. listopadu 1942: commandant Bernard Dupérier
- 30. listopadu 1942 – 13. února 1943: capitaine Jacques-Henri Schloesing
- 17. února 1943 – 14. března 1943: commandant Eugène Reilhac†
- 14. března 1943 – 2. prosince 1944: commandant Jean Fournier
- 2. prosince 1944 – 13. března 1945: commandant Olivier Massart
- od 13. března 1945: commandant Pierre Aubertin

### Velitelé letek

#### 1. letka „Paris“
- 16. listopadu 1941 – 31. ledna 1942: lieutenant de vaisseau Philippe de Scitivaux
- 1. února 1942 – 1. září 1942: capitaine René Mouchotte
- 2. září 1942 – 31. října 1942: lieutenant Chauvin
- 1. listopadu 1942 – 13. února 1943: capitaine Eugène Reilhac
- 14. února 1943 – 1. listopadu 1944: capitaine Olivier Massart

#### 2. letka „Versailles“
- 16. listopadu 1941 – 10. dubna 1942: capitaine Bernard Dupérier
- 11. dubna 1942 – 19. srpna 1942: capitaine Émile François Fayolle†
- 21. srpna 1942 – 5. září 1942: capitaine François de Labouchère†
- 6. září 1942 – 30. listopadu 1942: capitaine Jacques-Henri Schloesing
- 1. prosince 1942 – 14. března 1943: lieutenant Jean Fournier
- 15. března 1943 – 21. května 1943:  lieutenant Demas
- 22. května 1943: capitaine Kennard

## Bilance válečné činnosti
Stíhací skupina Île-de-France provedla více než 7100 bojových letů, zničila nebo poškodila 75 letadel nepřítele, a svrhla více než 400 tun bomb. V boji ztratila 38 pilotů.

## Vyznamenání
- 28. května 1945 byla G.C. Île-de-France/No. 340 (Free French) Squadron RAF vyznamenána Ordre de la Libération a Médaille militaire.